# TAP (アルバム)
『TAP』（タップ）は、2024年2月26日にカカオエンターテインメントから発売されたテヨンの2作目のミニアルバム。

## 概要
- NCTのメンバー・テヨンの2ndミニアルバム。
- テヨンが作詞・作曲に参加し、率直な考えと悩みを込めた6曲が収録されている[7]。
- 楽曲の振り付けには、デビューミニアルバム『SHALALA』に引き続き、リジョン（YGX）が参加した[8]。

## プロモーション

### 予告編
- 2月14日、タイムスケジュールを公開した。
- 2月15日、コンセプト映像「Searching for TY」を公開した。
一般人だが、マニアックな主人公のテヨンが、自分の理想郷で幻想の中の人物である「TY」に対する情報を収集する物語。何かに夢中になっているような眼差しや、どこか不器用で一風変わった追跡の過程が、ユーモラスな雰囲気を醸し出している[9]。
その後、謎の場所に連れていかれたテヨンは、ミステリアスな人物の協力を得て「TY」を見つけ、神秘的に輝く「TY」と対面するというストーリー[9]。
- 2月16日より、本来のテヨンがアーティスト的ペルソナである「TY」を探し出すストーリーを可視化した3つのコンセプトフォトを公開した[10]。
  - 2月16日「Persona」バージョンのコンセプトフォトを公開した[11]。

テヨンがアーティストとして追求する理想郷「TY」として、ネオで神秘的な幻想の中の人物を表現した[10]。
  - 2月17日「Mystery Ego」バージョンのコンセプトフォトを公開した。

何かを探しているように没頭した姿をカジュアルかつクールに表現した[10]。
  - 2月18日「Original」バージョンのコンセプトフォトを公開した。

テヨンのユニークでナチュラルな魅力を表現した[10]。
- 2月18日、3つのコンセプトを感覚的に繋げたムードサンプラー映像「Looking for TY」を公開した[10]。
- 2月21日、収録曲のハイライトメドレーを公開した[12]。

### ミュージックビデオ
- 2月26日、タイトル曲「TAP」ミュージックビデオを公開した。
ミュージックビデオは、全編日本・東京で撮影された[8]。
旅館で目を覚ましたテヨンが、団子やオムライスを探し求めて、ゲームセンターや銭湯を訪れるというストーリー[13]。
ダンスクルー・TSUBAKILL（ツバキル）が出演している[8]。

### イベント
- 2月24日・25日、ソウル・オリンピック公園オリンピックホールにて、自身初の単独コンサート「2024 TAEYONG CONCERT "TY TRACK"」を開催[7]。

## チャート成績
- iTunesトップアルバムチャートにて、米国、ブラジル、チリ、メキシコ、ドイツ、スペイン、オーストラリア、インド、インドネシア、サウジアラビア、コロンビア、日本、タイ、シンガポール、フィンランド、ロシア、台湾、ベトナム、ペルー、フィリピン、ベラルーシ、ブルネイ、香港、ポーランド、カザフスタン、マレーシア、トルコ、パラグアイ、パナマ、ルーマニア、スリランカ、バハマ、ボリビアなどの全世界33の国と地域で1位を獲得した[14]。
- ワールドワイドiTunesアルバムチャートでも1位を記録し、中国のQQミュージックとKuGouミュージックデジタルアルバム販売チャートで1位、AWAリアルタイム急上昇ランキングで1位を記録した[14]。
- タイトル曲「TAP」は、iTunesトップソングチャートでブラジル、チリ、コロンビア、ブルネイ、インドネシア、マレーシア、パナマ、パラグアイ、ペルー、フィリピン、サウジアラビア、スリランカ、台湾、タイ、ベトナムなど全世界16の国と地域で1位を獲得した[14]。

## 収録曲
1. TAP [2:38]
  - 作詞：태용 (TAEYONG)
  - 作曲：태용 (TAEYONG)、Royal Dive
  - 編曲：Royal Dive

グルービーでモダンなドラムと808ベーストラックに、ロック、ブルーススタイルのギターサウンドが調和をなすヒップホップ曲[11]。
歌詞では、相手に隠れて関心を示す様子をウィットに表現し、「好きなように行動しよう」という堂々としたメッセージを伝えている[11]。
2. Moon Tour [3:11]
  - 作詞：태용 (TAEYONG)
  - 作曲：태용 (TAEYONG)、SQUAR (PixelWave)
  - 編曲：SQUAR (PixelWave)

幻想的なシンセサウンドと後半に繰り広げられるストリングスが魅力的なオルタナティブR&Bジャンルの楽曲[15]。
歌詞では、相手への愛を星と宇宙旅行にたとえ、テヨンの温かい感性が込められている[15]。
3. Run Away [2:59]
  - 作詞：태용 (TAEYONG)
  - 作曲：태용 (TAEYONG)、SQUAR (PixelWave)
  - 編曲：SQUAR (PixelWave)

曲前半部の温かみのあるギターリフとドラムサウンド、中盤から一瞬にして変奏するセクションがひと味違った雰囲気を醸し出すロックジャンルの楽曲[16]。
歌詞では、自分から去ってしまった相手に率直な思いを告白している[16]。
4. APE [3:13]
  - 作詞：태용 (TAEYONG)
  - 作曲：태용 (TAEYONG)、SQUAR (PixelWave)
  - 編曲：SQUAR (PixelWave)

アーティストとしてのテヨンの自信にあふれた姿を果敢に披露しながらも、内面の奥深くにある悩みと悟りを表現したヒップホップ曲[16]。
重厚な質感のベースと多彩なパーカッション、多様なボーカルが強烈さを醸し出している[16]。
5. Ups & Downs（나에게 했던 것과 같이; 僕にしたことのように）[3:19]
  - 作詞：태용 (TAEYONG)
  - 作曲：태용 (TAEYONG)、SQUAR (PixelWave)
  - 編曲：SQUAR (PixelWave)

今は遠くに行ってしまった相手への真心を込めたメッセージが印象的なオルタナティブR&Bジャンルの楽曲[15]。
Lo-Fiなギターサウンドと夢幻的なシンセサウンドに、テヨンの歌声が調和し、寂しい雰囲気を演出している[15]。
6. 404 Loading [4:04]
  - 作詞：태용 (TAEYONG)
  - 作曲：태용 (TAEYONG)、Zayson
  - 編曲：Zayson

1stミニアルバムの収録曲「404 File Not Found」に連なる曲[16]。
「孤独と悲しみを乗り越えて、愛する人と永遠に一緒にいたい」というメッセージを込めた[16]。